# Андреевский, Валериан Валерианович
Валериан Валерианович Андреевский (15 июля 1875 — не ранее 1931) — полковник Русской императорской армии, командир 35-го мортирного артиллерийского дивизиона, герой Первой мировой войны.

## Биография
Родился 15 июля 1875 года в Пултуске (Ломжинская губерния), сын генерал-майора Валериана Александровича Андреевского.
Образование получил в 1-м кадетском корпусе, по окончании которого 7 сентября 1892 года поступил в Михайловское артиллерийское училище. Выпущен 12 августа 1895 года подпоручиком с прикомандированием к лейб-гвардии 2-й артиллерийской бригаде. 12 августа 1899 года получил чин поручика.
Далее Андреевский прошёл курс наук в Николаевской академии Генерального штаба, выпущен по 2-му разряду и вернулся в свою бригаду. 12 августа 1903 года произведён в штабс-капитаны и 12 августа 1907 года получил чины капитана. Вслед за тем Андреевский окончил Офицерскую артиллерийскую школу с оценкой «успешно». Далее служил в Гвардейском мортирном дивизионе, где 6 декабря 1911 года произведён в полковники.
29 ноября 1913 года назначен командиром 5-й батареи лейб-гвардии 2-й артиллерийской бригады. Находясь на этой должности он с самого начала Первой мировой войны воевал против немцев. Высочайшим приказом от 1 июня 1915 года Андреевскому было пожаловано Георгиевское оружие
За то, что в бою 10 окт. 1914 г., у д.Грудек, находясь на передовом наблюдательном пункте в сфере действительного ружейного артиллерийского огня, отразил атаку противника исключительно огнём своей батареи, нанеся ему решительное поражение.
31 июля 1915 года назначен командиром 35-го мортирного артиллерийского дивизиона.
После Октябрьской революции Андреевский остался в Советской России, сведений об участии его в Гражданской войне не обнаружено. Проживал в Ленинграде и работал статистиком в управлении Октябрьской железной дороги.
8 марта 1931 года арестован органами ОГПУ и 25 апреля того же года по обвинению по статье 58-11 приговорен КОГПУ к ссылке в Западно-Сибирский край на 3 года. Дальнейшая его судьба не установлена.
Реабилитирован посмертно 31 августа 1989 года.

## Награды
- Орден Святой Анны 3-й степени (1906 года)
- Орден Святого Станислава 2-й степени (1911 года)
- Орден Святой Анны 2-й степени с мечами (10 ноября 1914 года)
- Орден Святого Владимира 4 ст. с мечами и бантом (26 февраля 1915 года)
- Орден Святого Владимира 3 ст. с мечами (4 марта 1915 года)
- Георгиевское оружие (1 июня 1915 года)[4].